# Uwe Ziegler
Uwe Ziegler (* 20. Oktober 1942) war Fußballspieler in der obersten DDR-Fußball-Liga, der Oberliga. Er spielte dort für Dynamo Dresden und wurde mit der Mannschaft 1971 DDR-Meister und Pokalsieger.

## Fußball-Laufbahn
Ziegler verbrachte seine Schülerjahre zunächst bei der kleinen Betriebssportgemeinschaft (BSG) Lok Dresden. Von dort wurde er 1957 zur SG Dynamo Dresden delegiert, wo er die weiteren Nachwuchsmannschaften durchlief. Nach seiner nur acht Jahre dauernden Schulzeit, da sein Vater selbständiger Schneidermeister war, erlernte er den Beruf eines Stahlbauschlossers. 1960 wurde Ziegler nach Berlin zum SC Dynamo delegiert und spielte dort bis Herbst 1961. Kurt Kresse holte den 1,76 m großen Ziegler in die  zuvor in die Oberliga aufgestiegene Dresdner Mannschaft zurück. In der Oberligasaison 1962/63 kam er am 6. Spieltag, dem 23. September 1962, zum Einsatz. Im Spiel Empor Rostock – Dynamo Dresden (2:0) stand er als rechter Läufer auf dem Platz. Bis zum Ende der Saison spielte er auf den verschiedensten Positionen und absolvierte insgesamt 15 Oberligapunktspiele. Der Neuling Dynamo konnte sich nur ein Jahr in der Oberliga halten, so dass Ziegler 1963/64 erneut zweitklassig spielen musste. Es gelang jedoch der sofortige Wiederaufstieg. In der Oberligasaison 1964/65 wurde Ziegler ausschließlich im Angriff eingesetzt, wo er auf allen Positionen spielte. 1965/66 war Zieglers erfolgreichste Saison als Stürmer, mit sieben Oberligatreffern wurde er hinter Klaus Engels Dresdens zweitbester Torschütze. In der folgenden Spieltag absolvierte er 25 Punktspieleinsätzen und war mit sechs Toren erneut zweitbester Schütze der Dynamos. Nach 18 Punktspieleinsätzen musste Ziegler nach der Saison 1967/68 erneut in die Zweitklassigkeit absteigen. In seiner dritten DDR-Liga-Saison absolvierte er 19 der 30 Punktspiele und stieg mit seiner Mannschaft ebenfalls nach einem Jahr wieder in die Oberliga auf. 1969/70 bestritt Ziegler erstmals alle 26 Oberliga-Saisonspiele, nun jedoch in der Abwehrreihe. Ein Jahr später war er wieder an allen Oberligapunktspielen beteiligt, wurde aber hauptsächlich im Mittelfeld eingesetzt. Es wurde Zieglers erfolgreichste Spielzeit, denn am Ende der Saison 1970/71 wurde er mit der Mannschaft DDR-Meister und Pokalsieger. Im Pokalendspiel am 2. Juni 1971 gegen den Berliner FC Dynamo wirkte er beim 2:1-Sieg als rechter Mittelfeldspieler mit. Als 29-Jähriger absolvierte Ziegler 1971/72 seine letzte Oberligasaison. Als Mittelfeldspieler kam er noch einmal in 13 Oberligaspielen zum Einsatz. Sein letztes Spiel in der Oberliga bestritt er am 29. Januar 1972 in der Begegnung BFC Dynamo – Dynamo Dresden (2:1). Danach konnte er bei acht Oberligaspielzeiten auf 162 Oberligaspiele mit 29 Torerfolgen zurückblicken. Außerdem war er in sechs Europapokalspielen eingesetzt worden, insgesamt bestritt er 529 Spiele für Dynamo Dresden und erzielte 103 Tore dabei. Nach erfolgreichen DHFK-Diplomsportlehrerstudium und A-Trainerschein arbeitete Ziegler von 1973 bis 1976 als Trainer beim DDR-Ligisten TSG Gröditz. Bis zur Wende wirkte er danach erfolgreich im Nachwuchsbereich des Bezirkes Dresden. Danach schulte er noch einmal zum Sporttherapeuten um und therapierte bis zur Rente hyperaktive Kinder.